# Karl I. mit M. de St. Antoine
Karl I. mit M. de St. Antoine (Charles I with M. de St Antoine) ist ein Ölgemälde des flämischen Künstlers Anthonis van Dyck, das Karl I. (Charles I), König von England, Schottland und Irland zu Pferd zusammen mit seinem Stallmeister zeigt. Das Gemälde zählt zu den bekanntesten Porträts von Karl I. und zu den bedeutendsten Werken von Anthonis van Dyck. Es befindet sich heute in der Queen’s Gallery von Windsor Castle in der Nähe von London.

## Beschreibung

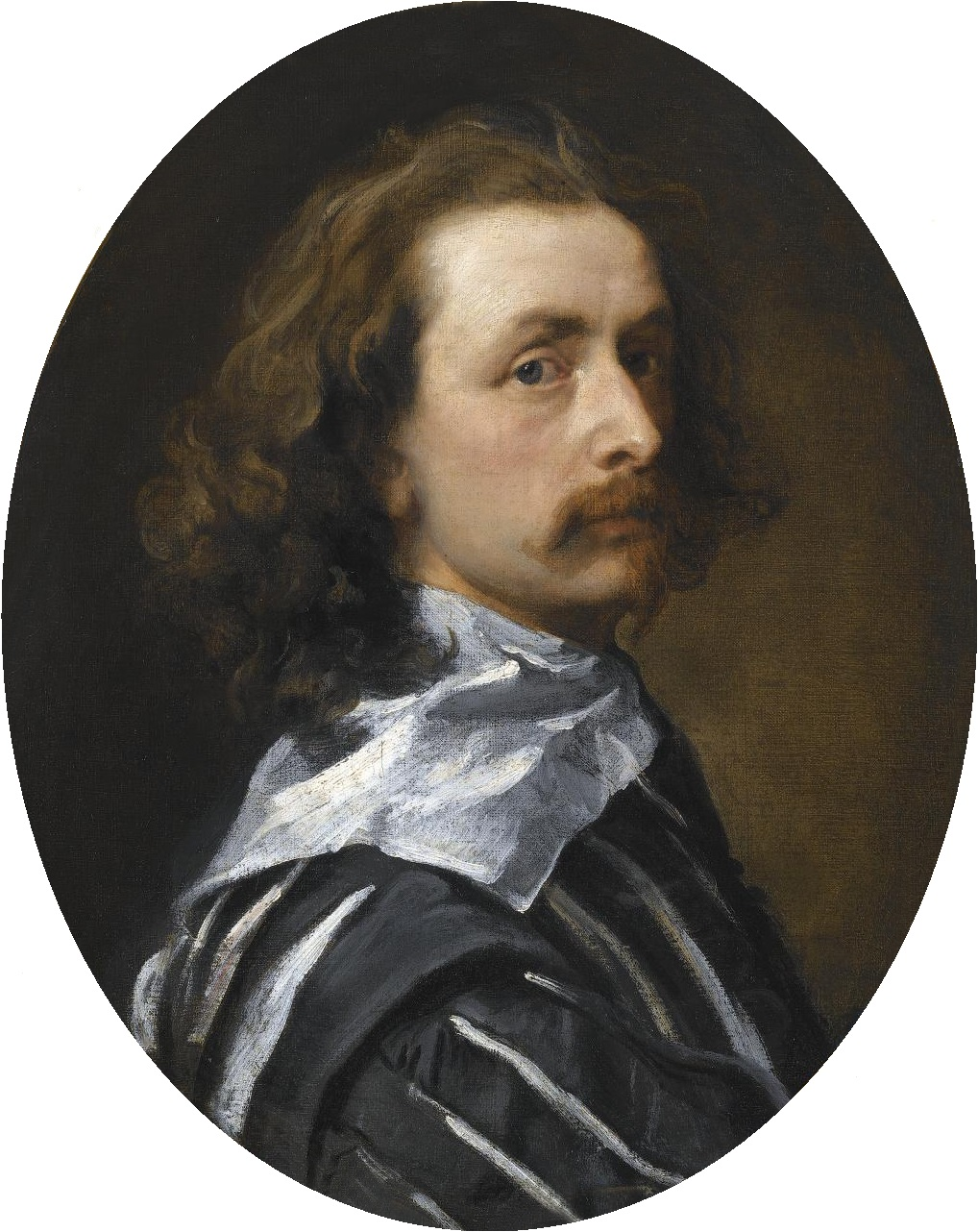
Anthonis van Dyck: Selbstporträt (um 1640)

König Karl I. reitet auf einem weißen Pferd durch einen Triumphbogen auf den Betrachter zu. Er trägt eine glänzende Rüstung mit einem weißen Spitzenkragen am Hals, dazu Reitstiefel mit Gamaschen und Sporen. In seiner rechten Hand stützt er einen Stab am Rücken des Pferdes ab, in der linken Hand, die durch den Kopf des Pferdes fast ganz verdeckt wird, hält er die Zügel des Pferdes. Über der Rüstung erkennt man das blaue Schulterband des Hosenbandordens (Order of the Garter) mit dem Abzeichen des Ordens am unteren Ende.
Kopf und Oberkörper des Königs sind nicht ganz in Frontalansicht dargestellt. Karl hat seinen Kopf etwas zur Seite und leicht nach vorne geneigt. Er trägt einen Knebelbart und gewelltes langes Haar mit einem angedeuteten Mittelscheitel, wobei die Haare auf seiner linken Seite deutlich länger sind als rechts. Sein Blick ist unmittelbar auf den Betrachter gerichtet. Die Gesichtszüge des Königs sind fein herausgearbeitet. Die angehobenen Augenbrauen und die deutlich sichtbaren Augenlider verleihen dem König einen vornehmen und hoheitsvollen Ausdruck.
Die Architektur des Bogens unterteilt die Szene in drei vertikale Abschnitte. In der mittleren Zone, die durch die Bogenöffnung begrenzt wird, sieht man den König und sein Pferd in leichter Seitenansicht von links durch den Triumphbogen reiten, wodurch der Körper des Schimmels perspektivisch verkürzt ist. Die Bewegung des Pferdes nach rechts vorne wird durch zwei angehobene Hufe verdeutlicht, wobei sich der Kopf des Pferdes gegen die Bewegungsrichtung leicht nach links neigt. Im Hintergrund erkennt man eine Landschaft, über der sich ein überwiegend blauer Himmel mit dunklen, aber auch hell leuchtenden Wolken erhebt.
Links und rechts von der Bogenöffnung befinden sich die anderen beiden Zonen, die im oberen Abschnitt von wogenden grünen Draperien und von kannelierten Säulen mit Basis beherrscht werden, die dem Triumphbogen vorgesetzt sind. Links unten im Vordergrund ist ein Schild an das Podest der Säule angelehnt. Auf dem Schild abgebildet ist das Wappen Schottlands, das Wappen Irlands und zweimal das Wappen Englands, das sich aus vier Feldern mit jeweils drei Lilien und drei Löwen zusammensetzt. Der große rote Löwe ist das Wappentier Schottlands und wird von einem Doppellilienbord umrahmt. Die keltische Harfe ist das traditionelle Wappen von Irland.
Im Vordergrund ganz rechts ist der Stallmeister des Monarchen dargestellt. Er bewegt sich parallel zum berittenen König nach rechts vorne, wobei sein linker Fuß mit dem linken Huf des Pferdes korrespondiert. Der Titel des Gemäldes verweist auf seinen Namen, Pierre Antoine Bourdin, Seigneur de Saint-Antoine. Der Buchstabe M ist sehr wahrscheinlich die Abkürzung für die französische Anrede Monsieur. Bourdin trägt eine auffallend rote Kleidung mit weißem Kragen, ein schwarzes Halsband mit Abzeichen, eine schwarze Kopfbedeckung und helle Reitstiefel mit Gamaschen. In Händen hält er den geschlossenen Helm des Königs. Seinen Kopf hat er zur Seite gewendet und blickt bewundernd und ehrfurchtsvoll nach oben zu seinem Souverän.
Der Schild links, der Stallmeister rechts und der König zu Pferd in der Mitte bilden zusammen ein nahezu gleichschenkliges Dreieck mit dem Kopf des Königs an der Spitze, der von dem halbkreisförmigen Bogen des Tors umrahmt und durch den blauen Himmel zusätzlich hervorgehoben wird. Die Einfachheit der Anordnung wird jedoch mit Hilfe der wallenden Draperien und der Bewegung der Figuren belebt. Das Gemälde ist zudem voller beobachteter Details und reich an kräftigen Farben in Grün, Rot, Blau, Grau und Weiß, die sich vom vorherrschenden braunen Grundton deutlich abheben und aufgrund der Sanftheit der Farbtöne miteinander harmonieren. Besonders hervorgehoben wird van Dycks fließender, sinnlicher Stil und sein barockes Gefühl für Bewegung und Erhabenheit.

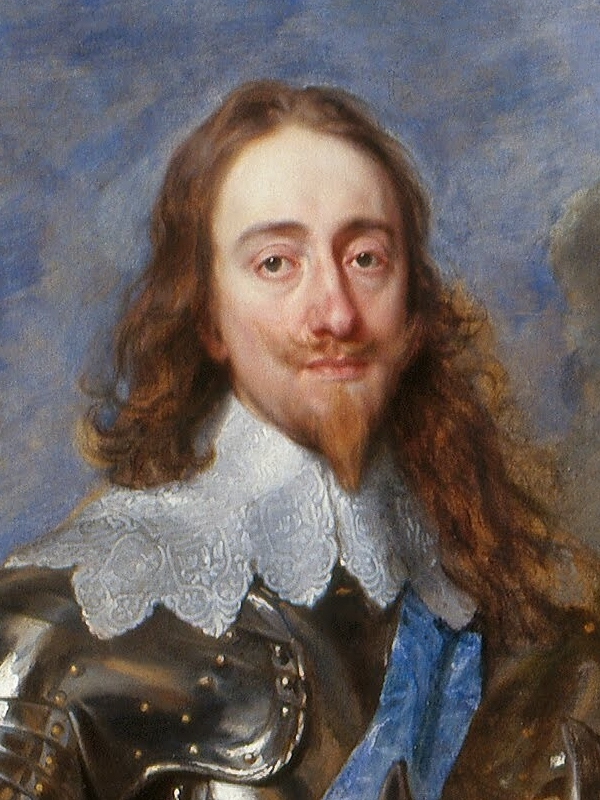
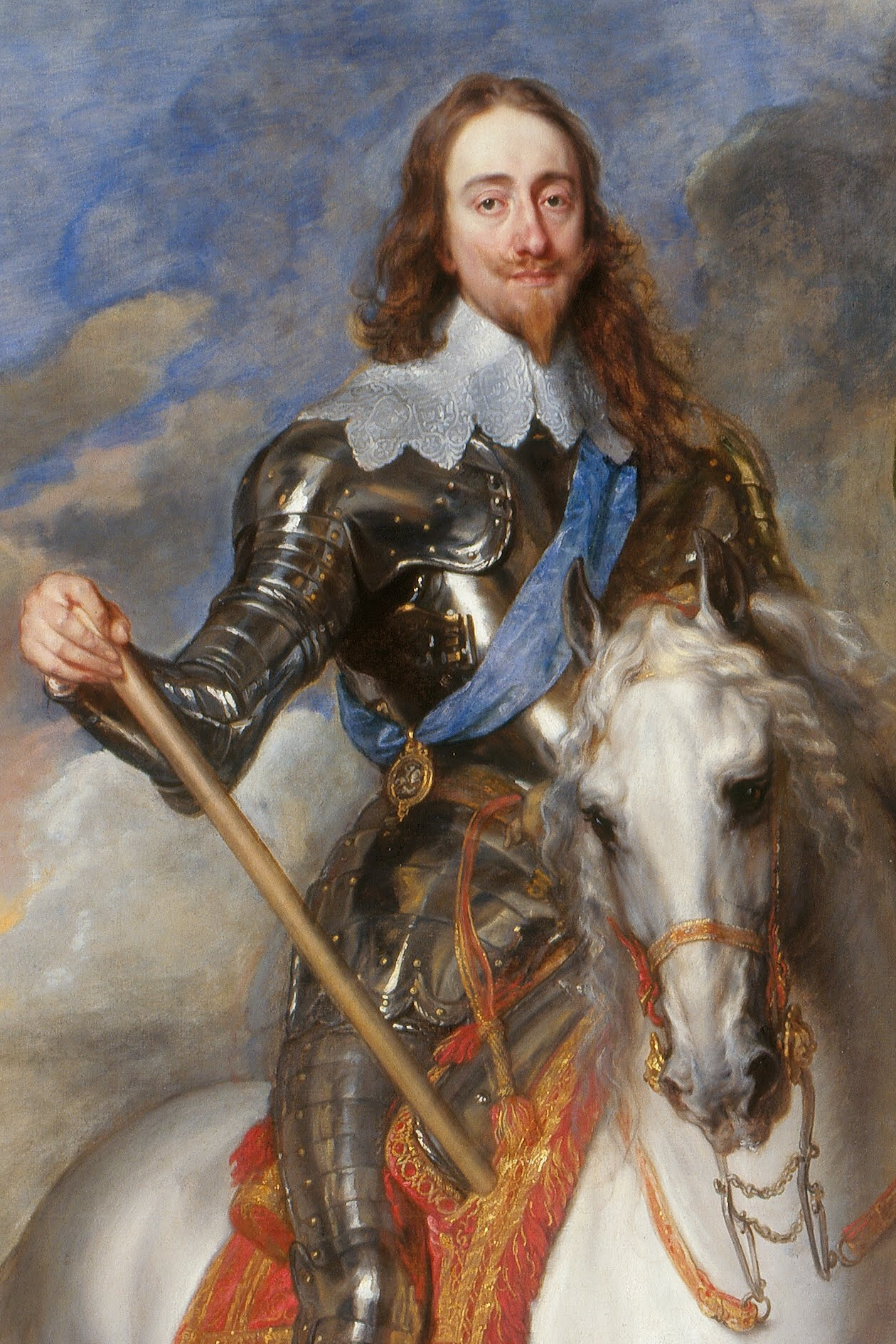
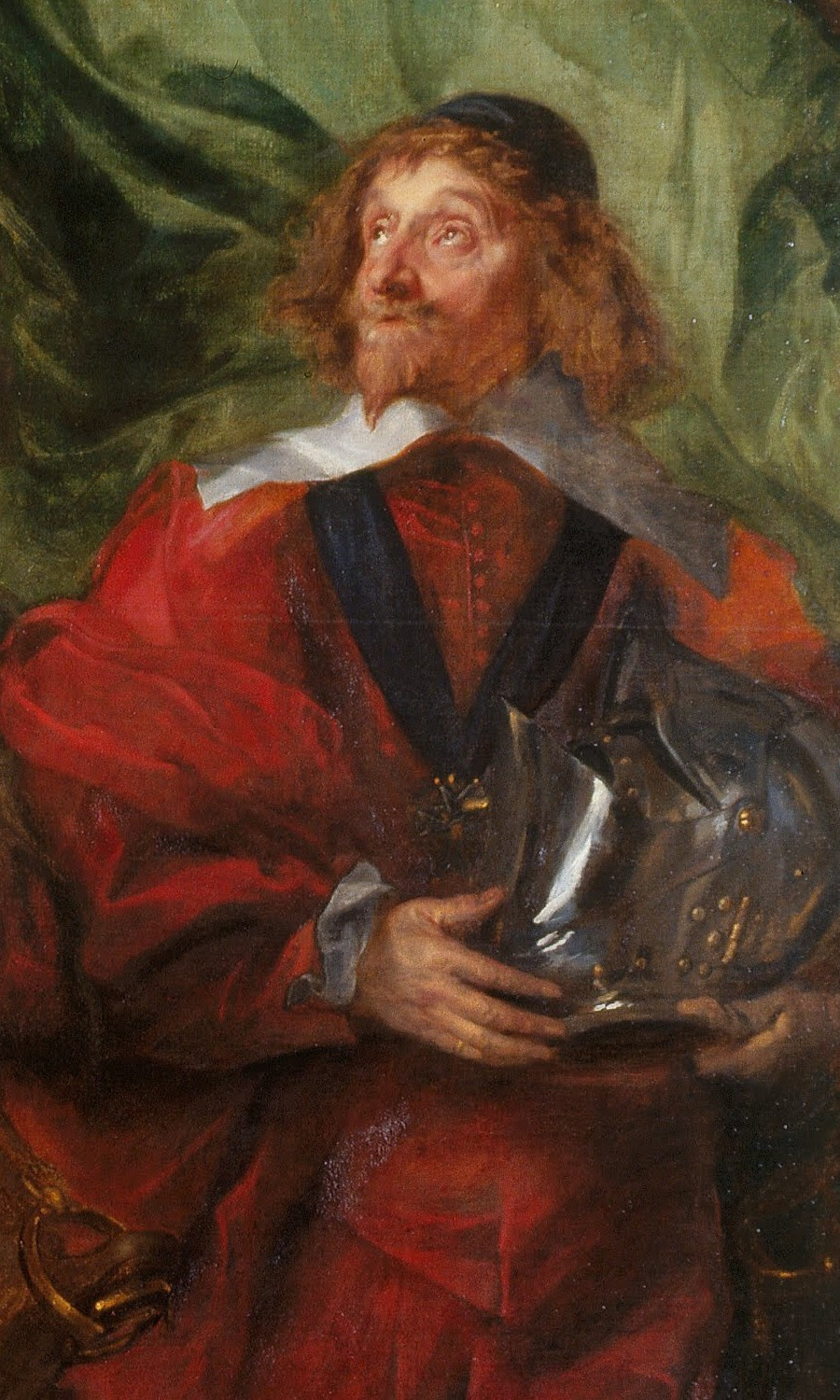
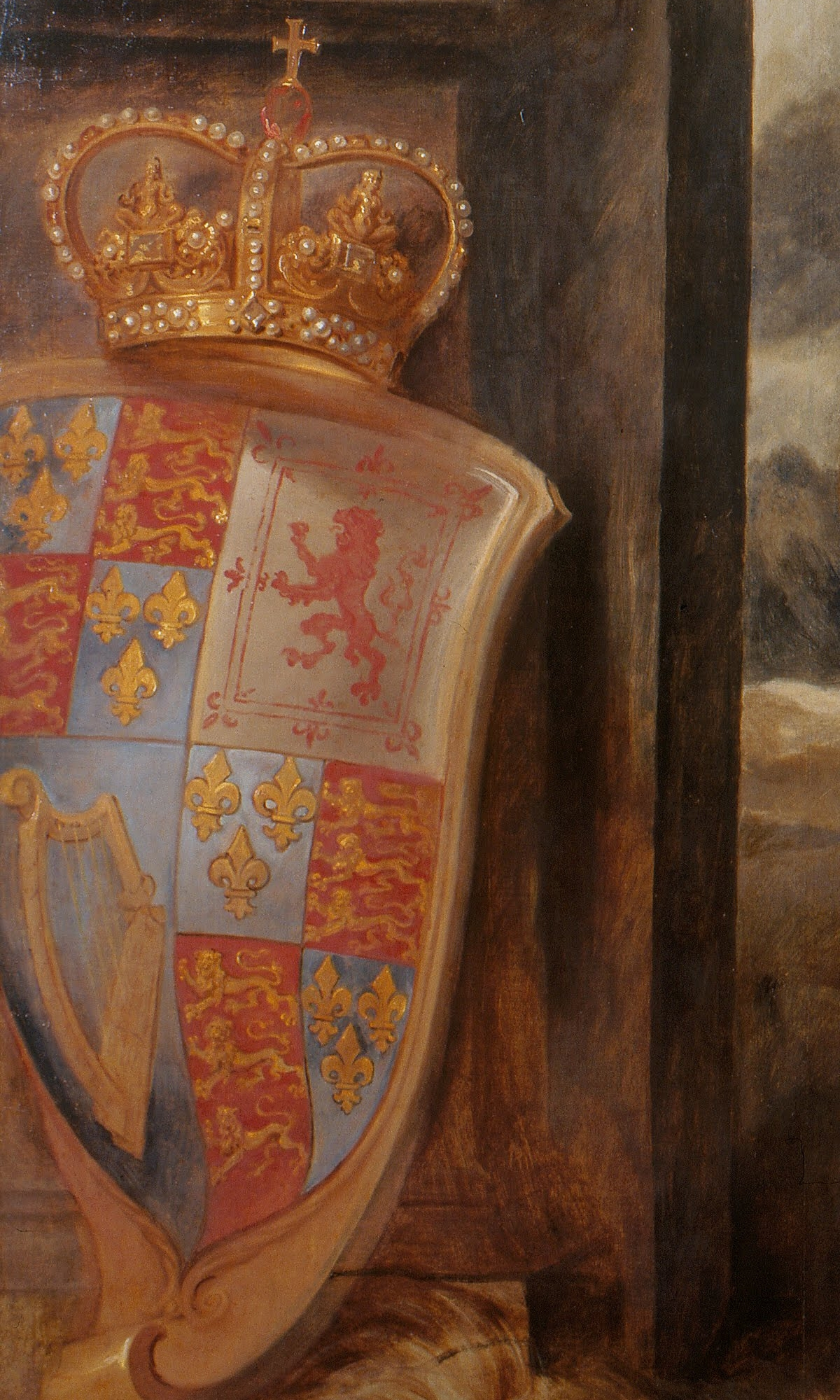
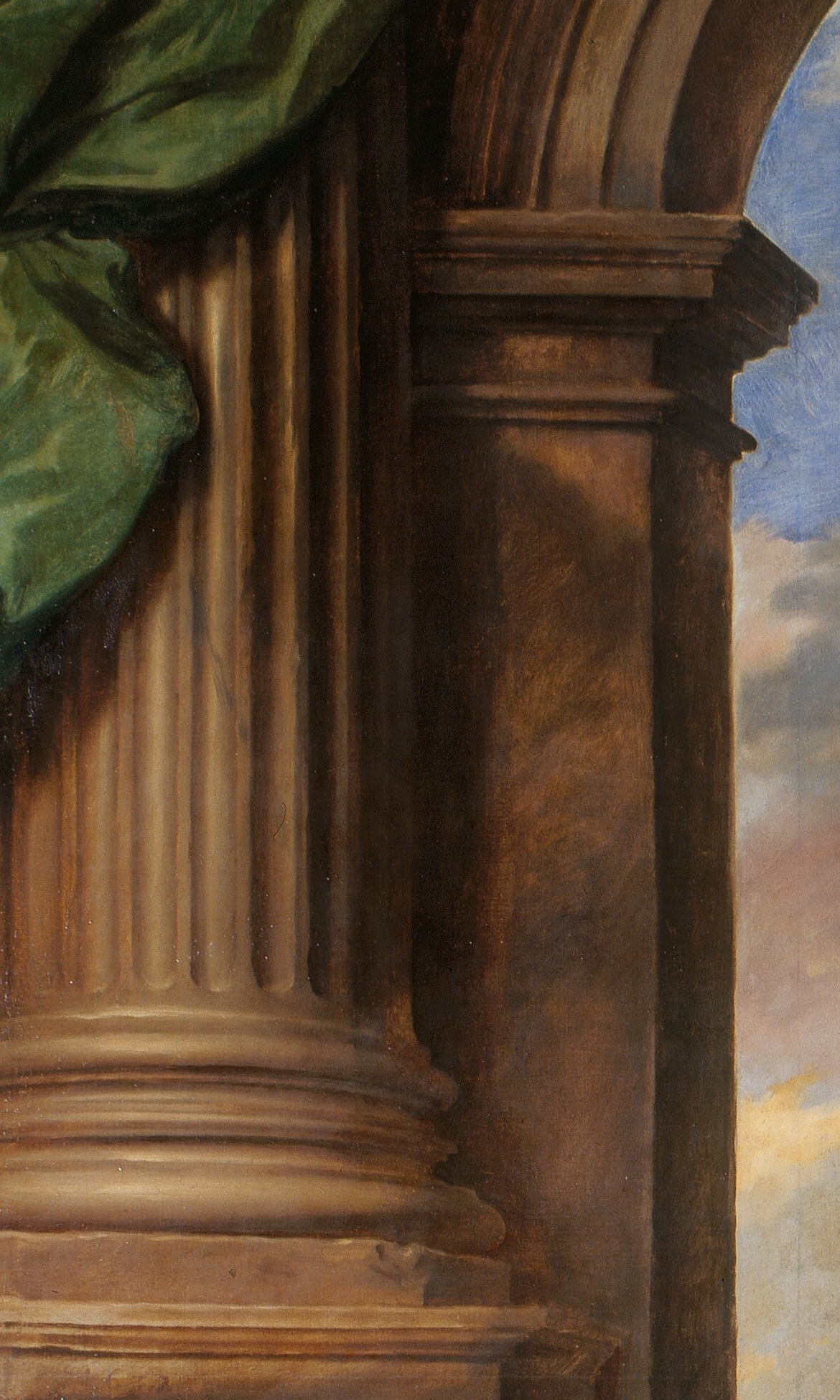

## Deutung

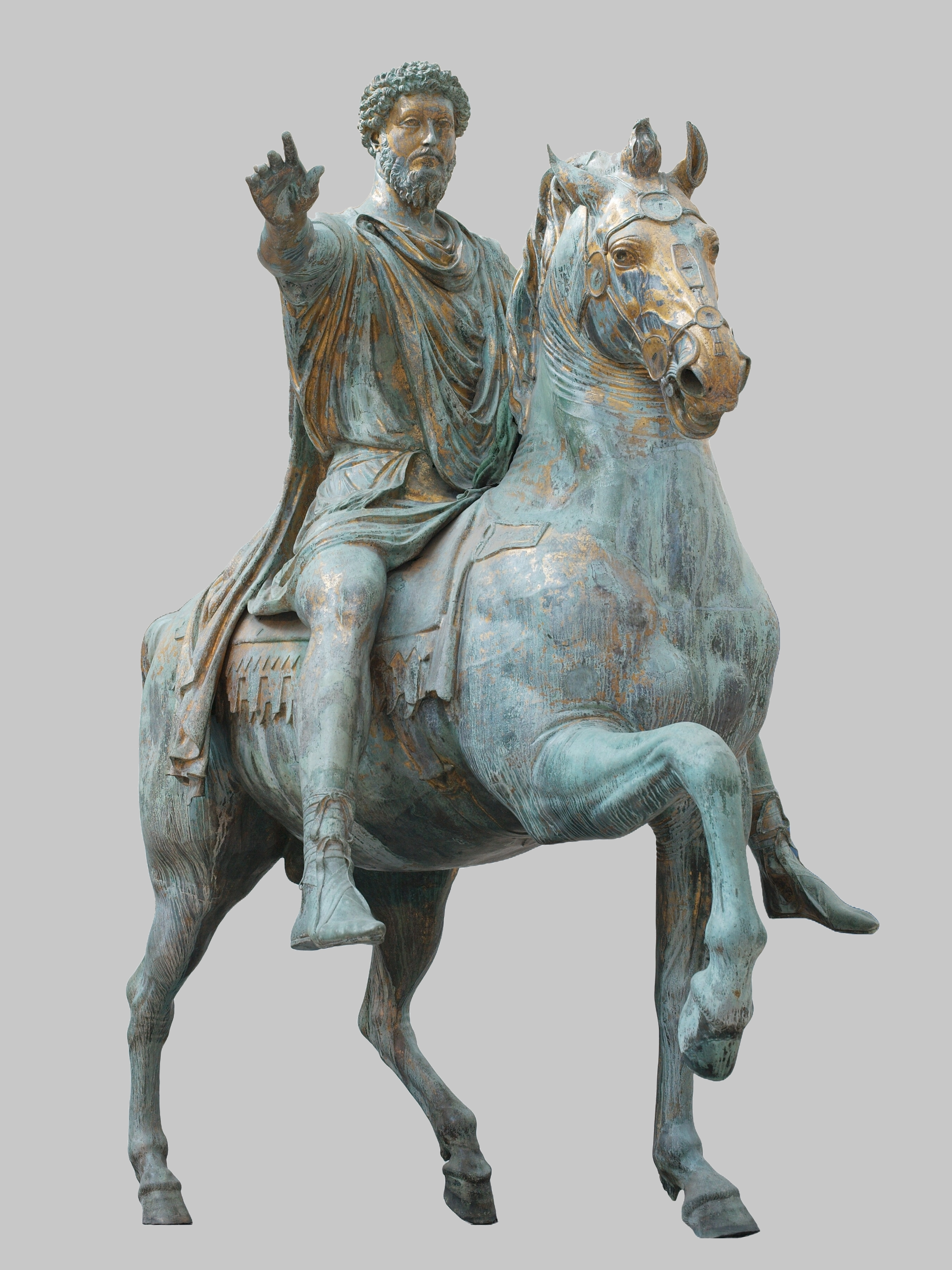
Reiterstandbild des Mark Aurel (um 170 n. Chr.)

Tizian: Kaiser Karl V. nach der Schlacht bei Mühlberg (1548)

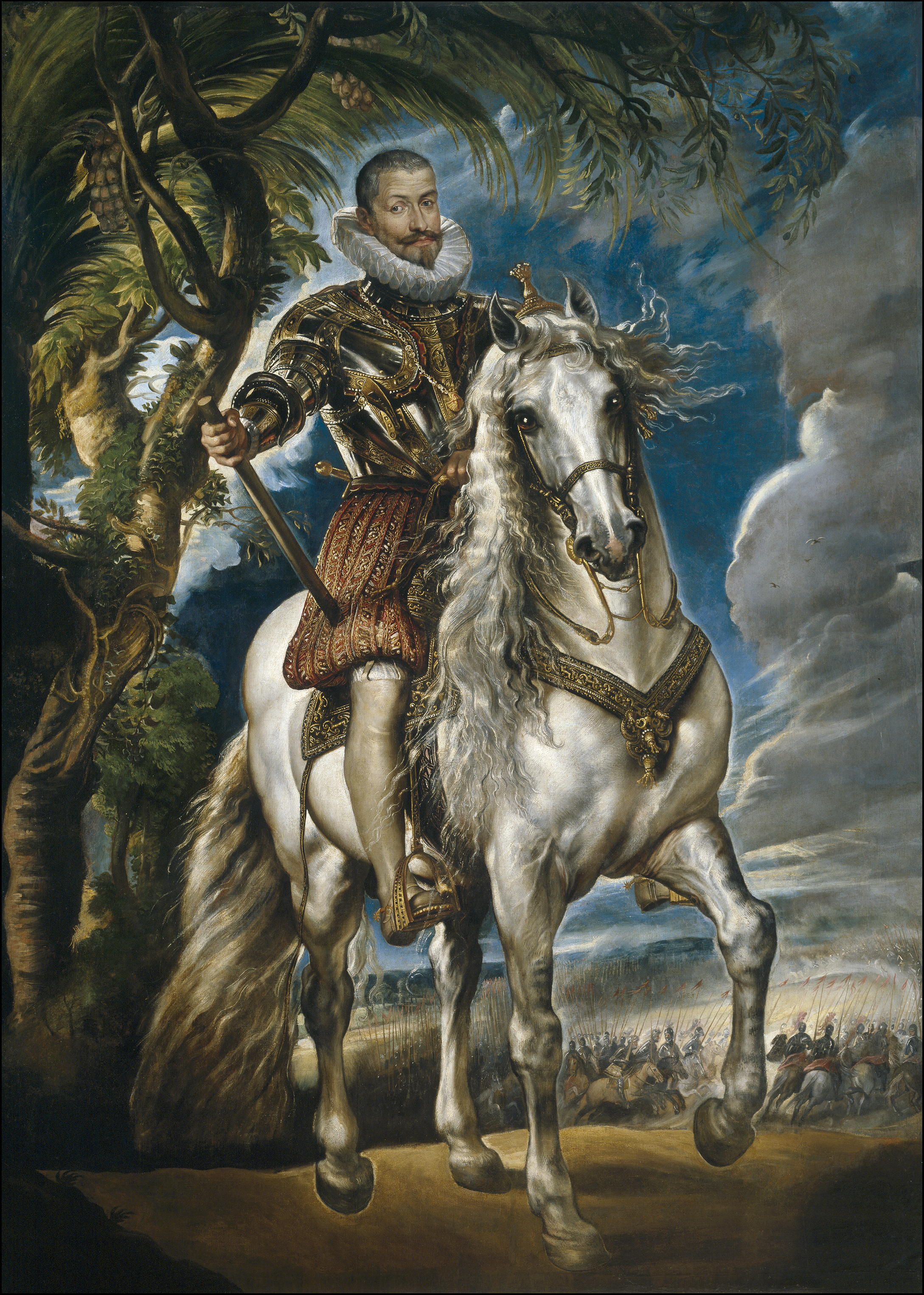
Peter Paul Rubens: Porträt des Herzogs von Lerma (1603)

Das Reiterporträt folgt einem Herrscherbild, dessen Ursprung in der antiken Darstellung von Herrschern und Feldherren wie Alexander dem Großen und Mark Aurel liegt. Van Dyck vereint dabei mehrere Motive aus der Antike, der Renaissance und dem Barock und zeigt Karl als Ritter, Feldherren und Herrscher. Auch angesichts der ungewöhnlich großen Maße stellt das Gemälde einen Höhepunkt in der langen Tradition der Reiterdenkmäler dar.
Aus der griechisch-römischen Bilderwelt stammt die Idee, das Pferd gleichsam als Podest zu verwenden, auf dem sich der Potentat über das gewöhnliche Volk erhebt. Das Reitmotiv ist zugleich eine Metapher für die Zähmung und Beherrschung der Natur und verweist auf die Fähigkeit des Reiters, die Bevölkerung zu führen und äußere Feinde zu bezwingen. Daher war das Reiterporträt in der Regel militärischen und politischen Führern vorbehalten.
Die Darstellung von Karl in einem Plattenpanzer als Rüstung war sicher beeinflusst von Tizians Reiterporträt Kaiser Karl V. nach der Schlacht bei Mühlberg, das seinerseits auf das mittelalterliche Motiv des fahrenden Ritters zurückgreift. Van Dyck war ein großer Bewunderer des Renaissancekünstlers und sammelte dessen Werke. Hinsichtlich der Ausrichtung von Pferd und Reiter orientierte sich van Dyck offenbar an seinem Lehrmeister Peter Paul Rubens und dessen Porträt des Herzogs von Lerma aus dem Jahr 1603, das Karl I. 1623 bei seinem Besuch in Spanien als Prince of Wales im Prado gesehen haben könnte.
Van Dyck zeigt Karl I. zudem als erfolgreichen Feldherren und verweist auf seine Überlegenheit als militärischer Führer. Der monumentale Triumphbogen, der als Bauwerk ursprünglich in Rom zu Ehren siegreicher Feldherren oder Kaiser errichtet wurde, lässt Karl I. als natürlichen Erben der triumphierenden Herrscher aus der klassischen Antike erscheinen. Sein Herrscherstab an Stelle des Schwerts, seine Körperhaltung und sein Gesichtsausdruck verstärken diese Botschaft. Karls Herrschaftsanspruch wird auch durch das königliche Wappen mit den Insignien von England, Schottland und Irland verdeutlicht. Das englische Wappen zeigt drei französische Lilien, die seit Eduard III. den Anspruch der englischen Könige auf den französischen Thron geltend machten. Karls Vater Jakob I. hatte 1603 die Kronen von Schottland und England in Personalunion vereinen können. Das neugestaltete Wappen sollte diese Vereinigung versinnbildlichen.
Den Anspruch der königlichen Autorität auf Unterwerfung wird durch den Stallmeister Pierre Antoine Bourdin verkörpert, der den Helm des Königs tragen darf und damit vielleicht auch die ersehnte Vorherrschaft Englands über seinen europäischen Nachbarn symbolisiert. Er war 1603 von Heinrich IV., dem König von Frankreich, zusammen mit sechs Vollblutpferden nach England zu Jakob I. geschickt worden und blieb als Stallmeister im Dienst von Jakob I. und später Karl I. Geschickte Reitkunst galt damals als Inbegriff von Virtuosität. Daher bezieht sich der ehrfürchtige und bewundernde Blick sicher auch auf die königliche Beherrschung des Pferdes.
Insgesamt repräsentiert das Reiterporträt die Vorstellung des Königs von unabhängiger Autorität und uneingeschränkter Herrschaft. Tatsächlich erinnert die Darstellung Karls in diesem Gemälde an einen Heiligen, wenn man nach seinem makellosen weißen Pferd und dem andächtigen Gesichtsausdruck des Stallmeisters urteilt. Vielleicht hat das höfische Publikum das Porträt als eine zeitgenössische Verkörperung des Heiligen Georg empfunden, des drachentötenden Schutzheiligen Englands, der typischerweise als tapferer Ritter dargestellt wurde. Jedenfalls eignete sich van Dyck das Sujet des fahrenden Ritters aus dem Mittelalter sowie des klassischen Herrschers aus der Antike an, um an den Geschichtssinn des Publikums zu appellieren und die edlen Eigenschaften des Königs hervorzuheben.

## Hintergrund
Anthonis van Dyck galt um 1630 als einer der führenden Porträtisten auf dem Kontinent. 1632 konnte Karl I. den Künstler als Hofmaler gewinnen und in Dienst stellen. Ein frühes Werk van Dycks aus dieser Zeit als Hofmaler war dieses Reiterporträt, zugleich das erste Gemälde überhaupt mit Karl I. auf einem Pferd. Zuvor hatte van Dyck bereits mehrere Reiterbilder angefertigt, darunter Porträts von Marchese Anton Giulio Brignole-Sale und Francisco de Moncada, Marqués de Aytona, die bereits die Perspektive von Ross und Reiter vorwegnehmen. Van Dyck malte später noch zwei weitere Reitbilder mit dem König, Karl I. auf der Jagd (Charles I at the Hunt) und das Reiterporträt mit Karl I. (Equestrian Portrait of Charles I). Im Allgemeinen gilt das Reiterbild mit M. de Saint Antoine als das kunsthistorisch bedeutendste der drei Gemälde. Es wurde bereits von zeitgenössischen Künstlern häufig kopiert und als Kupferstich reproduziert, wobei man gelegentlich den Ausschnitt verkleinerte oder auch auf den Triumphbogen samt Stallmeister verzichtete. Auch van Dyck selbst und seine Werkstatt fertigten einige Kopien an, darunter Versionen im Kensington Palace und auf Highclere Castle.
Das Gemälde wurde allem Anschein nach in der Galerie des Königs im St James’s Palace in London am Ende eines langen Korridors aufgehängt, wodurch die Illusion einer Wandöffnung mit einem Blick in die Landschaft geschaffen werden sollte. Van Dycks Werk konkurrierte dabei mit anderen ausgestellten Gemälden der Renaissance und des Barock aus der umfangreichen Kunstsammlung von Karl I. Die besondere Wertschätzung des Königs erfuhren dabei die kontinentalen Künstler, allen voran Anthonis van Dyck. Karls Kritikern in England diente dagegen das Interesse des Königs an ausländischen Kunstströmungen als Beweis für seine nachlässige Haltung gegenüber dem Katholizismus und für die Entfremdung seines Hofes von den Untertanen. Diese Vorwürfe vertieften die Feindseligkeit des Parlaments und der Bevölkerung gegenüber der Krone. Karl versuchte das Parlament zu entmachten, was schließlich 1642 zum Englischen Bürgerkrieg und 1649 zur zeitweiligen Abschaffung der Monarchie führte.

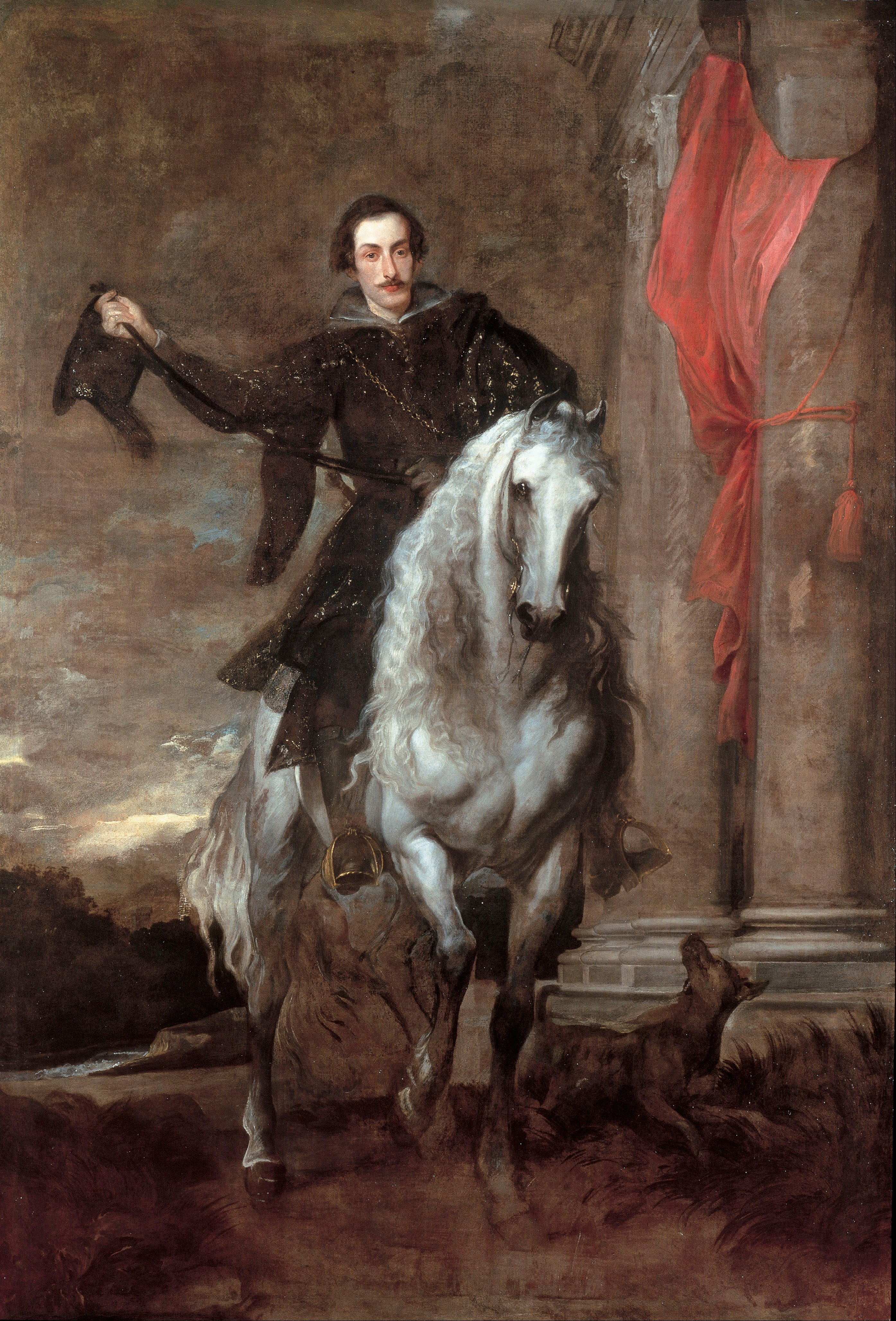
Anthonis van Dyck: Anton Giulio Brignole-Sale zu Pferd (1627)
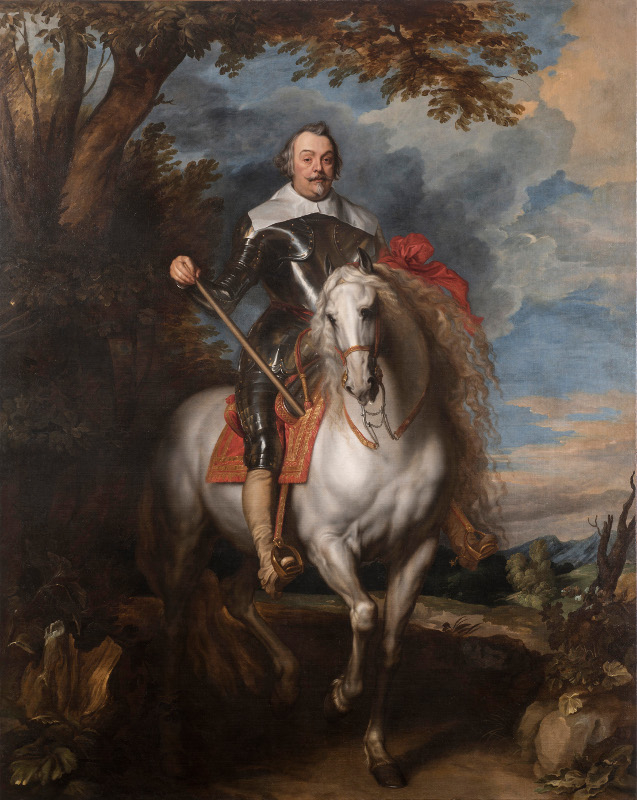
Anthonis van Dyck: Francisco de Moncada, Marqués de Aytona (1632)
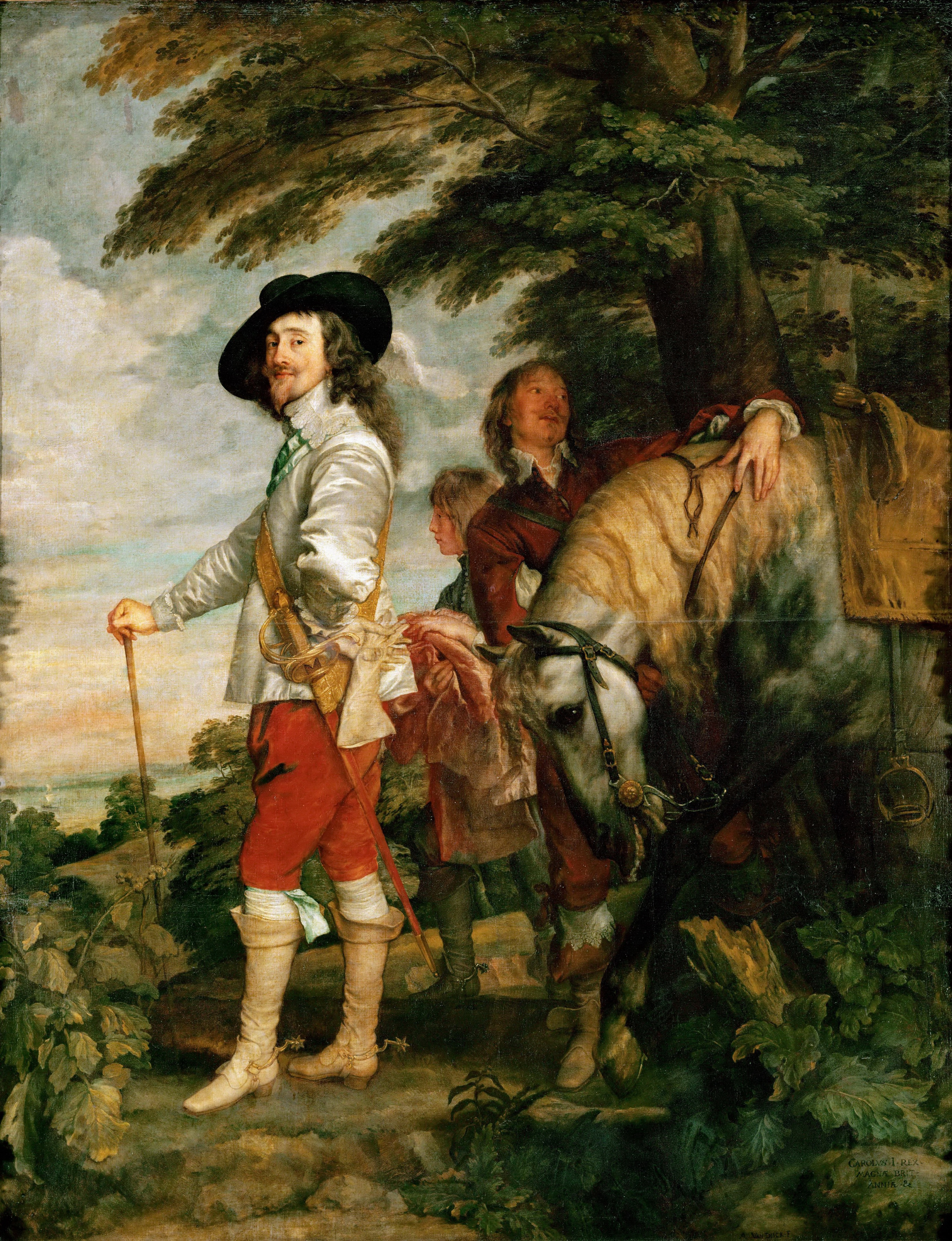
Anthonis van Dyck: Karl auf der Jagd (um 1635)
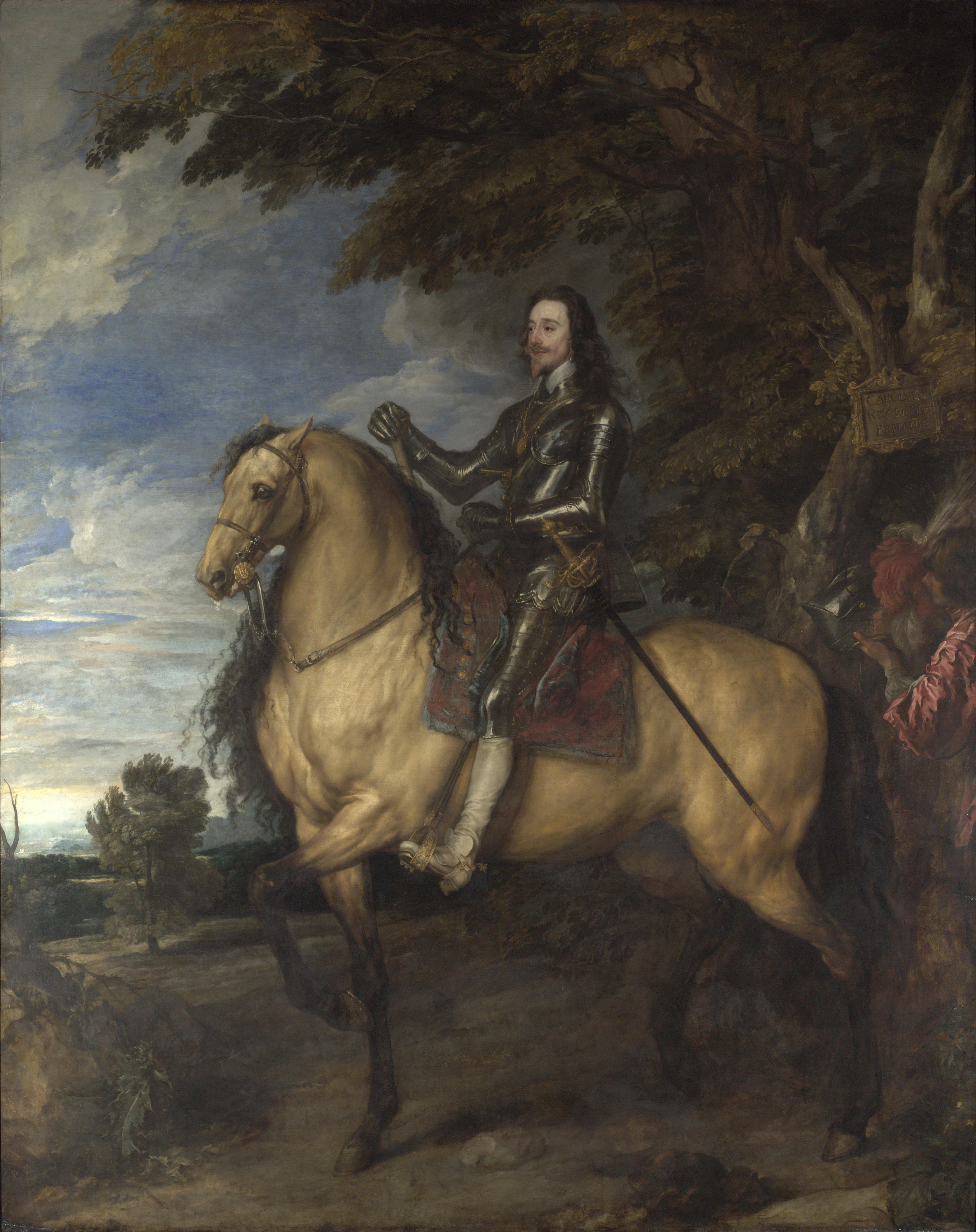
Anthonis van Dyck: Reiterporträt von Karl I. (1637/1638)
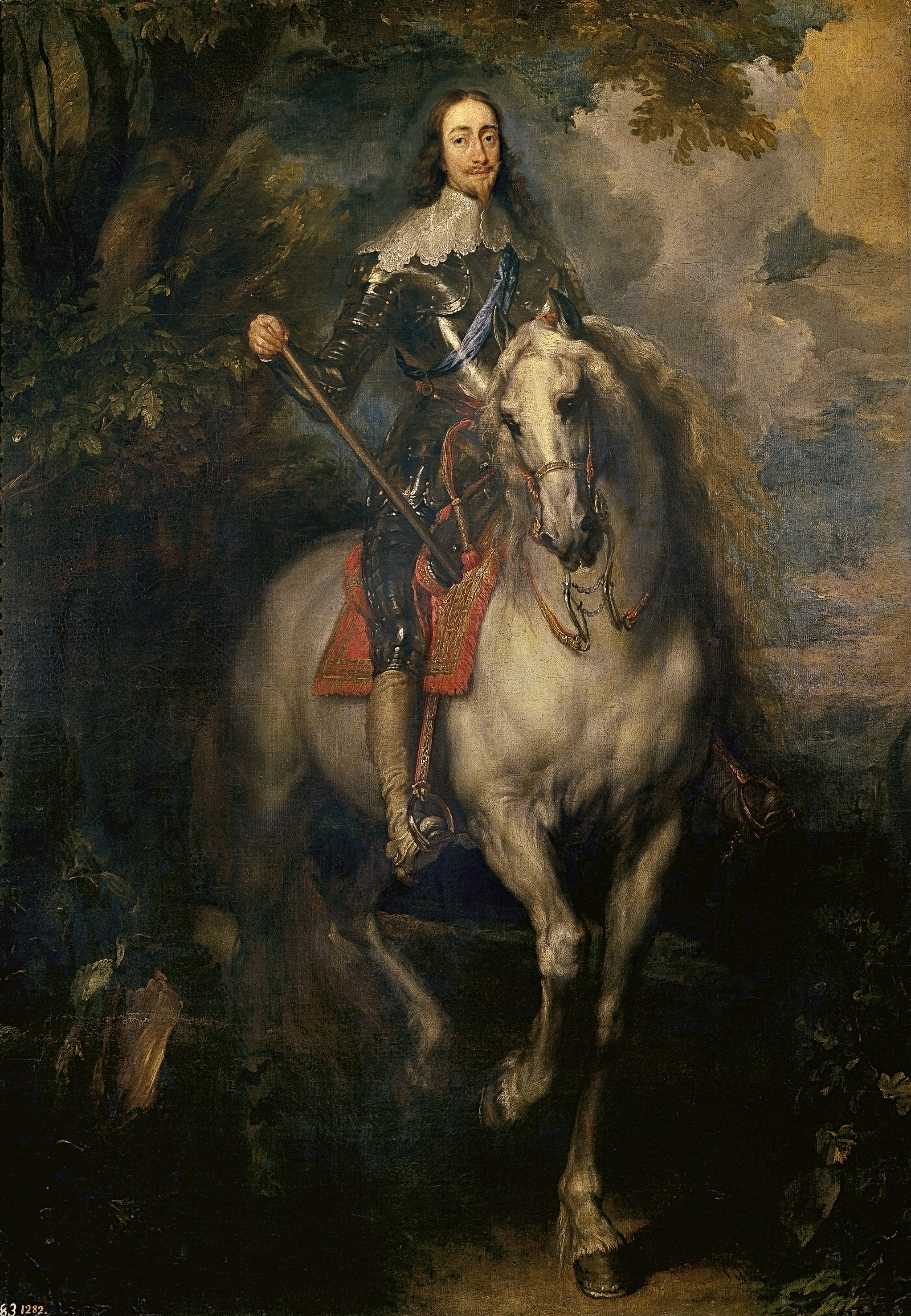
König Karl zu Pferd von einem unbekannten Künstler (um 1638)

## Provenienz

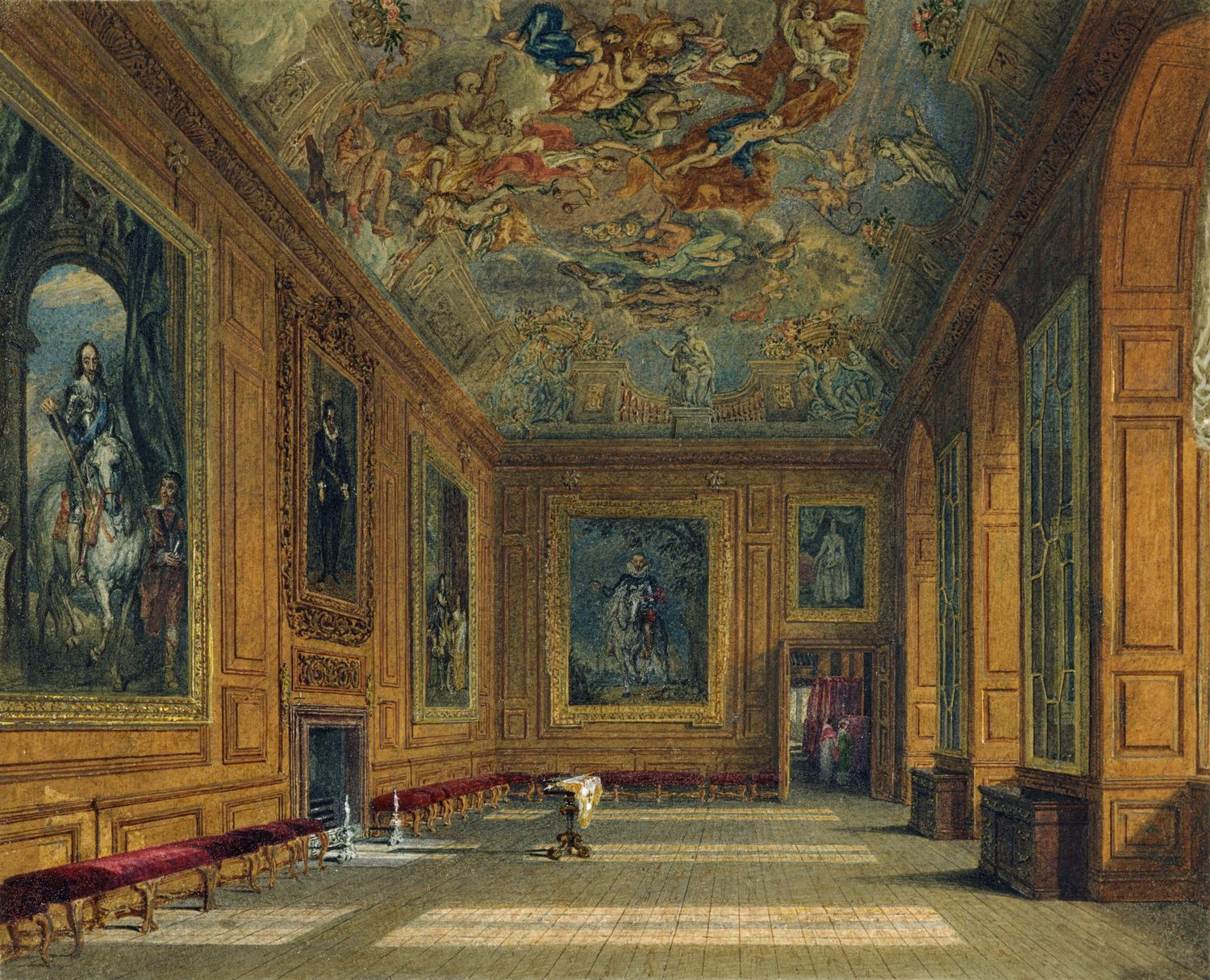
The Queen’s Presence Chamber auf Windsor Castle 1819 mit dem Reiterporträt links an der Wand

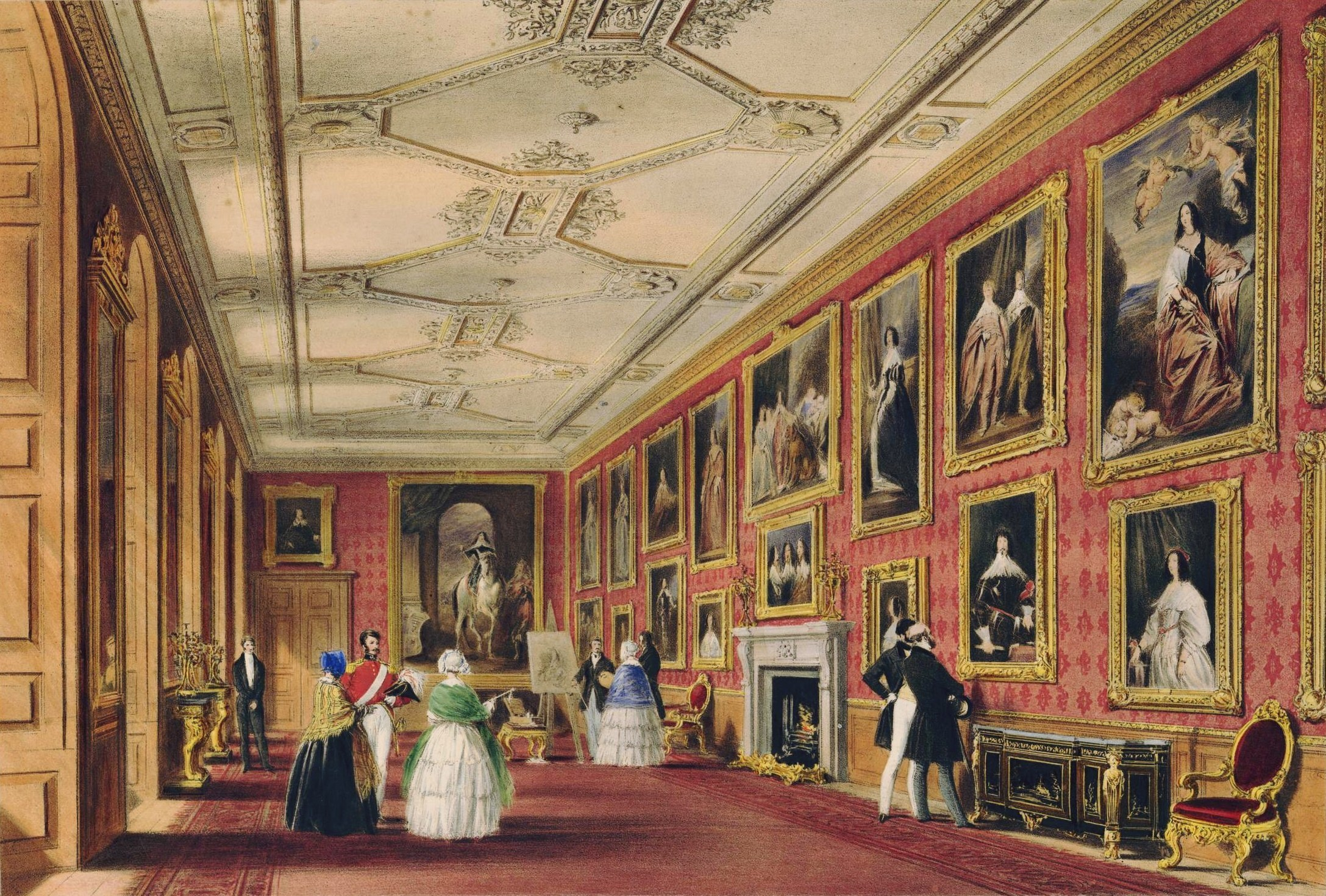
Van Dyck Room auf Windsor Castle um 1850 mit Königin Victoria, Prinz Albert und dem Gemälde an der Rückwand

Nachdem die Parlamentarier 1649 den englischen Bürgerkrieg gegen die Royalisten gewonnen hatten, wurde Karl I. vor Gericht gestellt, des Hochverrats für schuldig befunden und enthauptet. In der Folge verkaufte man viele von Karls Besitztümern insbesondere aus seiner bedeutenden Kunstsammlung. Das Reiterporträt wurde 1652 für 150 £, heute etwa 25.000 £, von Hugh Pope erworben. Anschließend gelangte es in den Besitz des flämischen Malers Remigius van Leemput, der sich damals in London aufhielt. Nach der Restauration der Monarchie 1660 konnte der Königshof das Gemälde wieder an sich bringen.
1666 wurde das Gemälde in einer Inventarliste von Hampton Court Palace aufgeführt. Den größten Teil des 18. Jahrhunderts befand sich das Reiterporträt in der königlichen Galerie im Kensington Palace, bevor es 1790 kurzzeitig im Bestand des Buckingham Palace auftauchte. 1805 verbrachte man das Gemälde schließlich nach Windsor Castle. Auf einer Abbildung der Queen’s Presence Chamber von Charles Wild, das William Henry Pyne 1819 in seinem Werk History of the Royal Residences zur Illustration verwendete, kann man das Reiterbild links an der Wand erkennen. Mitte des 19. Jahrhunderts hing das Gemälde in der Queen’s Gallery, wie eine kolorierte Lithografie von Joseph Nash zeigt. Dort wurde es in den folgenden Jahrzehnten noch mehrfach umgehängt, befindet sich aber heute noch in diesem Raum, der auch als Van Dyck Room bekannt ist.